# Joanne Durant
Joanne Durant-Littleton (sinh ngày 25 tháng 5 năm 1975) là một nữ vận động viên điền kinh và chạy nước rút đã nghỉ hưu người Barbados, người đại diện cho quê hương của cô tại Thế vận hội Mùa hè 2000 ở Sydney, Úc. Cô đã giành được huy chương đồng trong cuộc thi tiếp sức 4x400 mét của phụ nữ tại Đại hội Thể thao Pan American 1999, cùng với Melissa Straker, Andrea Blackett và Tanya Oxley.

## Thành tích cá nhân tốt nhất
| Nội dung | Kết quả | Ngày      | Địa điểm              |
| -------- | ------- | --------- | --------------------- |
| 100m     | 11,52   | 6/5/2000  | Houston (Hoa Kỳ)      |
| 200m     | 23.02   | 11/5/2000 | Trạm đại học (Hoa Kỳ) |
| 400m     | 54,23   | 24/3/2000 | Houston (Hoa Kỳ)      |